# Psyrassa cylindricollis
Psyrassa cylindricollis là một loài bọ cánh cứng trong họ Cerambycidae.